# Joan Torrent i Fàbregas
Joan Torrent i Fàbregas (Regla, l'Havana, Cuba, 1901 - Barcelona, 11 de juliol de 1996) fou un historiador i biògraf català.
Pertanyia a una família de comerciants catalans establerts a Cuba, però de molt petit va tornar a Catalunya. Estudià al seminari de Girona fins a primer de teologia, però ho va abandonar. El seu treball se centrà en la figura de Jacint Verdaguer, del qual publicà deu volums de l'epistolari en col·laboració amb Josep Maria de Casacuberta del 1966 al 1993. També va escriure molts articles sobre Sant Feliu de Guíxols als Annals Gironins de l'Institut d'Estudis Gironins i a l'Institut d'Estudis del Baix Empordà. El 1992 va rebre la Creu de Sant Jordi.

## Obres
- Jacint Verdaguer. Resum biogràfic (1952)
- Sant Antoni Maria Claret (1953)
- La Costa Brava vista pels escriptors catalans (1958)
- Mossèn Cinto a la Gleva (1966).